# Arnaud Merlin
Arnaud Merlin (* 1963 in Tours) ist ein französischer Musikjournalist und Autor.

## Leben
Arnaud Merlin studierte Musik an der Sorbonne (Universität Paris IV) und am Pariser Konservatorium und wurde mit den Preisen für Musik- und Ästhetikgeschichte ausgezeichnet. Seit 1985 ist er musikjournalistisch tätig. Er schrieb u. a. für die Zeitschriften Jazz Hot und Le Monde de la musique. Von 1992 bis 2004 war er Journalist bei Jazzman und von 1994 bis 2002 Redakteur bei Cité Musiques der Cité de la musique. Merlin produziert seit 1996 Jazz- und Neue-Musik-Programme für France Musique beim staatlichen Rundfunksender Radio France.
Im Jahre 2002 war er Juror beim Concours internationaux de la Ville de Paris – Concours de piano jazz Martial Solal. Merlin gehörte dem Künstlerischen Komitee des englisch-französischen Fonds für zeitgenössische Musik Diaphonique an. Er ist Mitglied der Kommissionen Jazz & Blues (Koordination) und zeitgenössische Musik der Akademie Charles Cros sowie der Kommission Jazz Europa der Académie du Jazz.
2012 wurde er in der Kategorie Jazz mit dem Irmaward des Centre d’information et de ressources pour les musiques actuelles ausgezeichnet.

## Schriften (Auswahl)
- The Story of Jazz: Bop and Beyond (Reihe New Horizons). Thames & Hudson, London 1993, ISBN 0-500-30029-1 (mit Franck Bergerot).